# 栃木県道166号西田井二宮線

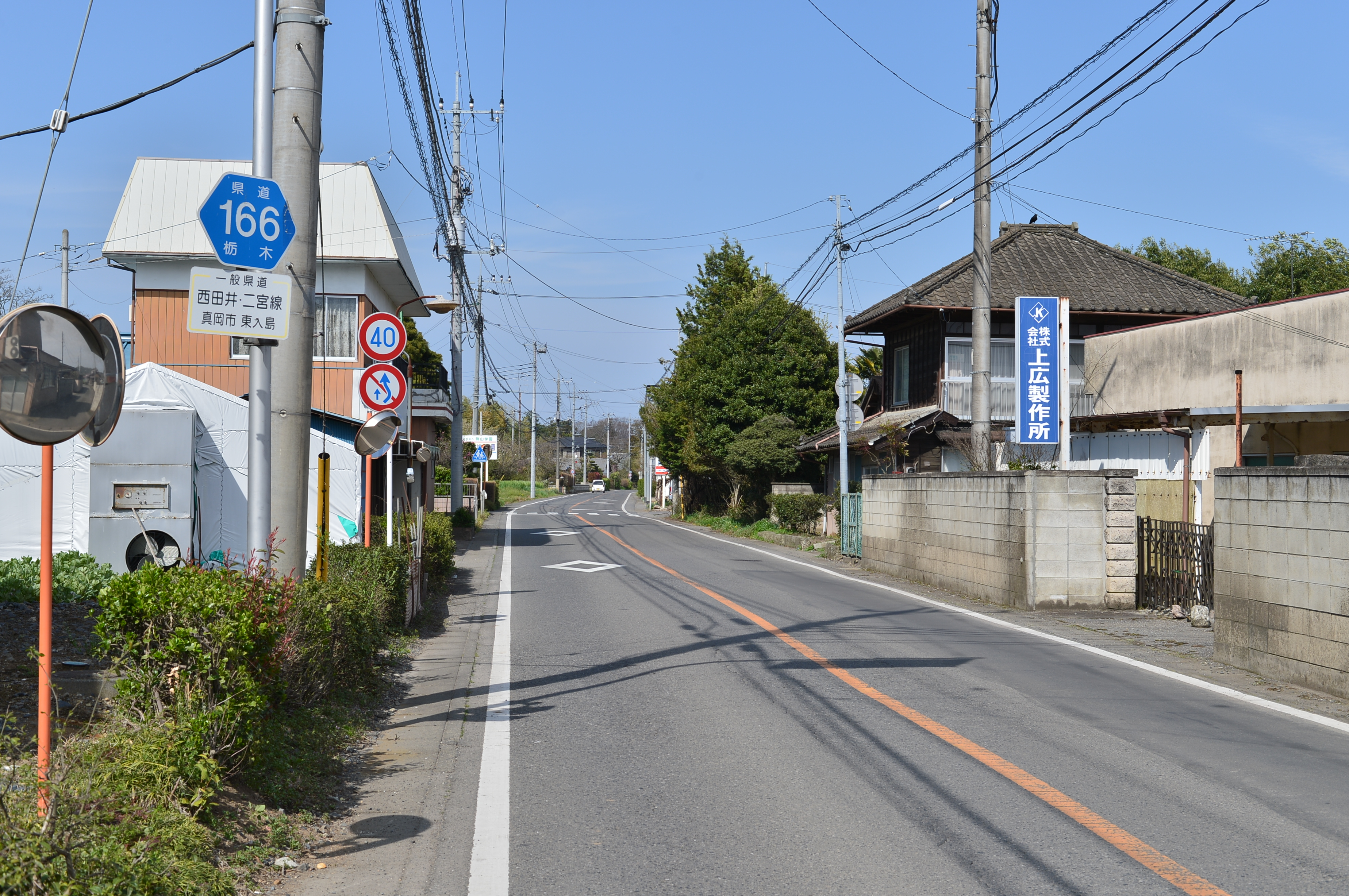
栃木県道166号西田井二宮線・
真岡市東大島（2016年4月）

栃木県道166号西田井二宮線（とちぎけんどう166ごう にしだいにのみやせん）は、栃木県真岡市内を結ぶ一般県道である。

## 路線概要
- 指定：1961年4月1日
- 距離：14.457km
- 起点：栃木県真岡市西田井（国道294号交点）
- 終点：栃木県真岡市久下田西4丁目136（国道294号、国道408号交点）

石島工区  (1.6 km) が2022年（令和4年）3月20日に開通。2023年8月1日、石島工区開通に伴い旧道となった区間が県道指定廃止。

## 通過する自治体
- 栃木県
  - 真岡市

## 交差する道路
- 栃木県道197号西原西田井停車場線（真岡市西田井）
- 栃木県道257号西小塙真岡線（真岡市小林）
- 栃木県道119号真岡岩瀬線（真岡市小林 - 東大島：重複区間）
- 栃木県道45号つくば真岡線（真岡市物井：重複区間）
- 国道294号（旧道）（真岡市久下田・二宮コミュニティセンター東交差点）
- 国道294号（二宮バイパス）（真岡市二宮コミュニティセンター西交差点〜久下田西4丁目交差点：重複区間）

## 沿線施設
- 真岡鐵道 北山駅